# Hemerobius greeni
Hemerobius greeni is een insect uit de familie van de bruine gaasvliegen (Hemerobiidae), die tot de orde netvleugeligen (Neuroptera) behoort. 
Hemerobius greeni is voor het eerst wetenschappelijk beschreven door Banks in 1913.